# كين أش
كين أش (بالإنجليزية: Ken Ash) هو لاعب كرة قاعدة أمريكي، ولد في 16 سبتمبر 1901 في أنمور في الولايات المتحدة، وتوفي في 13 أبريل 1962.

## وصلات خارجية
- كين أش على موقعبيزبول رفرنس.كوم (الدوري الرئيسي) (الإنجليزية)
- كين أش على موقعبيزبول رفرنس.كوم (الدوري الثانوي) (الإنجليزية)
- كين أش على موقع جمعية أبحاث البيسبول الأمريكية (الإنجليزية)
- كين أش على موقع مشجعي الرسوم البيانية (الإنجليزية)